# Gefecht bei Balls Bluff
Das Gefecht bei Balls Bluff, auch Gefecht von Leesburg genannt, fand am 21. Oktober 1861 in der Nähe der Kleinstadt Leesburg, Virginia auf dem Südufer des Potomac während des amerikanischen Bürgerkriegs statt. Das Gefecht war die erste von zwei militärischen Auseinandersetzungen auf dem östlichen Kriegsschauplatz nach der ersten Schlacht von Manassas und die erste, bei der ein aktiver Senator der republikanischen Partei den Tod fand.

## Ausgangslage
Nach der Niederlage bei Bull Run wurde Generalmajor McClellan von allen Seiten gedrängt, offensiv zu werden und einen Sieg für die Union zu erringen. General Joseph E. Johnston verkürzte ab dem 17. Oktober seine Linien im nördlichen Virginia, um so mit unveränderten Kräften seine Stellungen beiderseits Centerville, Virginia verstärken zu können.
McClellan vermutete jedoch einen Angriff der Konföderierten und plante deshalb eine gewaltsame Aufklärung durch drei Divisionen, mit dem Ziel den einen oder anderen Übergang über den Potomac in die Hand zu bekommen und letztlich vielleicht sogar Leesburg, Virginia besetzen zu können. Am 19. Oktober marschierte Brigadegeneral George A. McCalls Division nach Dranesville, Virginia, 22 km südlich von Leesburg, um Brigadegeneral Nathan G. „Shanks“ Evans  zur Aufgabe von Leesburg zu verleiten. Tatsächlich verließ dieser den Ort und bezog eine Verteidigungsstellung am Leesburg Turnpike.
Am 20. Oktober informierte McClellan Brigadegeneral Charles P. Stone  über McCalls Vormarsch und befahl ein Täuschungsmanöver, um die Konföderierten aus Leesburg herauszulocken und ihre Stellungen und Absichten zu erfahren. Stone befahl den Übergang über den Potomac an zwei Stellen ostwärts von Leesburg.

## Das Gefecht
In der Nacht des 20. Oktober meldete eine Patrouille in den Feldern westlich der Balls Bluff – einer ca. 18 m hohen Klippe am Potomacufer – konföderierte Zelte. Die dicht bewaldete Klippe war halben Wegs zwischen den beiden Übergangsstellen und lag gegenüber der Harrison Insel. Stone befahl dort einen Handstreich und erteilte Oberst Edward D. Baker  die Genehmigung, nach seinem Gutdünken über das weitere Vorgehen zu entscheiden. An der anderen Übergangsstelle überwachte Stone persönlich einen Scheinangriff.
Das vorderste Bataillon erkannte, dass es sich bei den „Zelten“ um Bäume handelte, und verblieb auf weitere Befehle wartend vor Ort. In der Zwischenzeit hatten Truppen aus Evans Brigade kehrtgemacht und die Vorausabteilung am Westufer angegriffen. Oberst Baker entschied, ohne sich ein Bild von der Lage auf dem Westufer zu machen, mit seiner gesamten Brigade nach Leesburg anzugreifen. Er persönlich überwachte das Umsetzen eines Bootes vom Chesapeake & Ohio Kanal auf den Potomac und setzte gegen 14:00 Uhr selbst über, ohne die weitere Fährtätigkeit zu regeln. Vor Ort eingetroffen, glaubte er, einem Sieg greifbar nahe zu sein.
Die Stellungen, die Baker festgelegt hatte, waren schlecht gewählt, sogar die Reserven lagen unter feindlichem Feuer. Da deswegen die Artilleristen früh ausgeschaltet wurden, bediente Baker mit seinem Stab die Geschütze. Als er ca. ½ Stunde später zum Schwerpunkt der Kämpfe auf dem linken Flügel ging, wurde er von einer Pistolenkugel tödlich verwundet, weil er sich vor den eigenen Sicherungen bewegte.

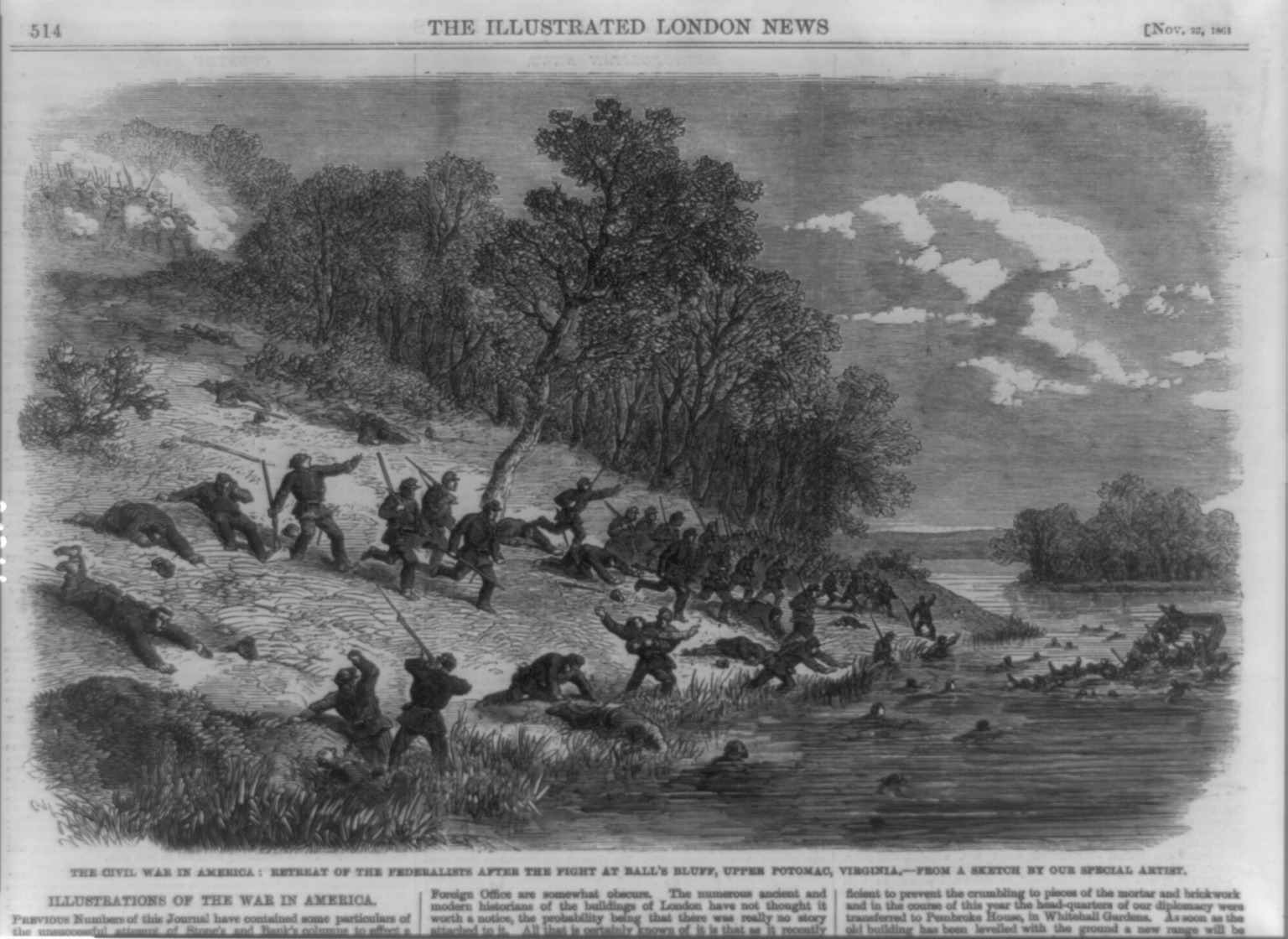
Flucht der Unionssoldaten durch den Potomac

Evans setzte immer mehr Truppen gegen die Landung bei Balls Bluff ein, die Übergangsstelle bei Edwards Ferry sicherte er mit nur einer Kompanie. Bei Einbruch der Dunkelheit brach die Verteidigung der Unionstruppen im sich ständig steigernden Feuer der Konföderierten zusammen. Der Kommandeur des 15th Massachusetts Regiments – nach Bakers Tod Brigadekommandeur – beschrieb in seinem Bericht:

 … it would have been our duty to surrender; but it was impossible to do this to rebels and traitors, and I had no hesitation in advising men to escape as they could, …

„… um Leben zu retten, wäre es unsere Pflicht gewesen, uns zu ergeben; aber gegenüber Rebellen und Verrätern war das unmöglich und deshalb befahl ich den Männern, so zu entkommen, wie es ihnen möglich erschien, …“

Viele Unionssoldaten stürzten die Klippen hinunter und ertranken im Fluss. Die zur Evakuierung entsandten Boote wurden versenkt. Die Leichen der Ertrunkenen wurden bis nach Washington, D.C. abgetrieben.
Die Auswirkungen des Gefechts waren jedoch weniger militärisch als politisch, denn beide Armeen lagen sich bis auf Alexandria, Virginia weiterhin auf beiden Seiten des Potomac gegenüber. Zum Sündenbock wurde Brigadegeneral Stone gestempelt. Viel wichtiger war aber der Tod des aktiven Senators und engen Freundes Abraham Lincolns, Oberst Bakers. Kongressabgeordnete vermuteten eine Verschwörung und beriefen ein „Gemeinsames Komitee für die Kriegsführung“ (Congressional Joint Committee on the Conduct of the War) ein, das bis zum Ende des Krieges besonders die Gründe für verloren gegangene Schlachten untersuchte. Ein häufig gebrauchtes Mittel dieses Komitees war, Untersuchungen gegen Unionsgenerale, besonders wenn sie Demokraten waren, mit dem Vorwurf des Verrats einzuleiten. Dies führte schließlich zu nutzlosen politischen Kämpfen und zum Absicherungsdenken in der Generalität.